# Автомобільні шляхи Хмельницької області
Автомобі́льні шляхи́ Хмельни́цької області — мережа доріг на території Хмельниччини, що об'єднує між собою населені пункти та окремі об'єкти та призначена для руху транспортних засобів, перевезення пасажирів та вантажів.

## Дороги державного значення

### Міжнародні автомобільні дороги
| Індекс та номер дороги | Маршрут у межах області | Протяжність у межах області, км |
| ---------------------- | --- | ------------------------------- |
| E50 М12                | Тернопільська область — Волочиськ Т 2311Т 2320 — Війтівці Р48 — Климківці Т 2302 — Хмельницький Н03Т 2305Т 2311 — Об'їзд м. Хмельницький (23,2 км) — Голосків Т 2310 — Требухівці Т 2319 — Летичів Т 2318 — Вінницька область | 139 км                          |

### Національні автомобільні дороги
| Індекс та номер дороги | Маршрут у межах області | Протяжність у межах області, км |
| ---------------------- | --- | ------------------------------- |
| Н02                    | Тернопільська область — Ямпіль — Р48 — Т 1804 — Ленківці Н03 — Гриців Т 2306 — Кустівці Т 0612 — Житомирська область | 106 км                          |
| Н03                    | Житомирська область — Сербинівка Т 2318 — Старокостянтинів Н25Т 0612Т 2321Т 2324Т 2326 — Сушки Т 2314 — Хмельницький E50Т 2305Т 2311 — Ярмолинці Р50Т 2321 — Солобківці Т 2315 — Дунаївці Т 2303Т 2308 — Слобідка-Гуменецька Т 2321 — Кам'янець-Подільський Р24Т 2317Т 2325 — Жванець Т 2002 — Чернівецька область | 202 км                          |
| Н25                    | Рівненська область — Нетішин, Славута Т 1804 — Шепетівка Р49Т 2306Т 2309 — Плесна Т 2313 — Ленківці Н02 — Старокостянтинів Н03Т 0612Т 2321Т 2324Т 2326 | 94,4 км                         |

### Регіональні автомобільні дороги
| Індекс та номер дороги | Маршрут у межах області | Протяжність у межах області, км |
| ---------------------- | --- | ------------------------------- |
| Р24                    | Тернопільська область — Гуків Т 2308 — Р48 — Кам'янець-ПодільськийН03Т 2317Т 2325 | 38,2 км                         |
| Р26                    | Рівненська область — Кам'янка Т 2313 — Мала Боровиця Т 2301 — Тернопільська область | 23 км                           |
| Р48                    | Кам'янець-Подільський Н03Р24Т 2317Т 2325 — Зарічанка Т 2308 — Чемерівці — Т 2312 — Закупне — Сатанів Р50Т 0903 — Війтівці E50 — Купіль Т 2311 — Базалія — Теофіполь Т 2012Т 2314 — Н02 — Білогір'я Т 2301 | 159,9 км                        |
| Р49                    | Шепетівка Н25Т 2306Т 2309 — Житомирська область | 27,9 км                         |
| Р50                    | Ярмолинці Н03Т 2321 — Городок Т 2302Т 2312 — Сатанів Р48Т 0903 | 56,2 км                         |

### Територіальні автомобільні дороги
| Індекс та номер дороги | Маршрут у межах області | Протяжність у межах області, км |
| ---------------------- | --- | ------------------------------- |
| Т 2301                 | Білогір'я Р48 — Мала Боровиця Р26                                                                                                | 26,4 км                         |
| Т 2302                 | Чернелівка Т 2314 — Чорний Острів Т 2311 — Климківці E50 — Городок Р50Т 2312 — Смотрич — Т 2308                                  | 94,1 км                         |
| Т 2303                 | Дунаївці Н03Т 2308 — Грушка Т 2317                                                                                               | 32,5 км                         |
| Т 2305                 | Хмельницький E50Н03 — Маниківці Т 2316 — Віньківці Т 2315                                                                        | 63 км                           |
| Т 2306                 | Шепетівка Н25Т 2309Т 2313 — Гриців Н02 — Старокостянтинів Н03Н25Т 2321                                                           | 47,7 км                         |
| Т 2308                 | Гуків Р24 — Зарічанка Р48 — Смотрич Т 2302 — Балинівка Т 2321 — Дунаївці Н03Т 2303 — Нова Ушиця Т 0610Т 2315 — Вінницька область | 110 км                          |
| Т 2309                 | Шепетівка Н25Т 2306Т 2313 — Полонне Т 0612                                                                                       | 44,2 км                         |
| Т 2310                 | Голосків E50 — Деражня Т 2316 — Вовковинці Т 2318                                                                                | 46,3 км                         |
| Т 2311                 | Хмельницький E50Н03 — Чорний Острів Т 2302 — Р48 — Підволочиськ E50Т 2320                                                        | 59,5 км                         |
| Т 2312                 | Гусятин — Р48 — Городок Р50Т 2302                                                                                                | 30,7 км                         |
| Т 2313                 | Кам'янка Р26 — Ізяслав Т 1804 — Припутні Н25 — ШепетівкаТ 2306Т 2309                                                             | 46,7 км                         |
| Т 2314                 | Теофіполь Р48Т 2012 — Антоніни Т 1804 — Чернелівка Т 2302 — Красилів — Сушки Н03                                                 | 63,7 км                         |
| Т 2315                 | Солобківці Н03 — Віньківці Т 2305 — Нова Ушиця Т 0610Т 2308                                                                      | 53,9 км                         |
| Т 2316                 | Маниківці Т 2305 — Деражня Т 2310                                                                                                | 17,4 км                         |
| Т 2317                 | Кам'янець-Подільський Н03Р24Р48Т 2325 — Грушка Т 2303 — Стара Ушиця                                                              | 45,6 км                         |
| Т 2318                 | Старий Остропіль Н03 — Стара Синява Т 2319 — Летичів E50 — Вовковинці Т 2310                                                     | 83,5 км                         |
| Т 2319                 | Стара Синява Т 2318 — Шрубків Т 2326 — Меджибіж — Требухівці E50                                                                 | 28,9 км                         |
| Т 2320                 | E50 — Користова Т 2311 — Волочиськ — Тернопільська область                                                                       | 16,1 км                         |
| Т 2321                 | Кам'янець-Подільський Н03 — Балинівка Т 2308 — Ярмолинці Н03Р50                                                                  | 55,1 км                         |
| Т 2324                 | Старокостянтинів Н03Н25Т 2321 — Антоніни Т 1804                                                                                  | 24,6 км                         |
| Т 2325                 | Кам'янець-Подільський Н03Р24Р48Т 2317 — Устя                                                                                     | 10,4 км                         |
| Т 2326                 | Старокостянтинів Н03Н25Т 0612Т 2306 — Шрубків Т 2319                                                                             | 35,5 км                         |

Частково територією області проходять територіальні автомобільні дороги інших областей
| Індекс та номер дороги | Маршрут у межах області                                                                      | Протяжність у межах області, км |
| ---------------------- | -------------------------------------------------------------------------------------------- | ------------------------------- |
| Т 0610                 | Вінницька область — Нова Ушиця Т 2308Т 2315                                                  | 0,85, 0,75, 4,5, 14,3 км        |
| Т 0612                 | Житомирська область — Полонне Т 2309 — Онацьківці Н02 — Старокостянтинів Н03Н25Т 2306        | 76,3 км                         |
| Т 0903                 | Тернопільська область — Сатанів Р48Р50                                                       | 1 км                            |
| Т 1804                 | Рівненська область — Корець E40 — Славута Н25 — Ізяслав Т 2313 — Н02 — Антоніни Т 2314Т 2324 | 117 км                          |
| Т 2002                 | Тернопільська область — Жванець Н03                                                          | 3,2 км                          |
| Т 2012                 | Тернопільська область — Теофіполь Р48                                                        | 16,3 км                         |